# Phenice quadrimaculata
Phenice quadrimaculata är en insektsart som beskrevs av Frederick Arthur Godfrey Muir 1928. Phenice quadrimaculata ingår i släktet Phenice och familjen Derbidae. Inga underarter finns listade i Catalogue of Life.